# Age of Conan: Hyborian Adventures
Age of Conan: Hyborian Adventures er et MMORPG (Massive Multiplayer Online Role-Playing Game). Computerudgaven af spillet udkom officielt til butikkerne d. 20 maj 2008 i USA og d. 23.maj 2008 i Europa. Age of Conan er funcom's store nye satsning. De står også for spillet Anarchy Online, som er et af de tidligere store mmorpg spil. Siden udgivelsen af spillet, er det gået hen og blevet den største udgivelse af en MMO titel siden udgivelsen af spillet World of Warcraft (daglig tale kaldet WoW) (kilde:kokatu.com).

## Historien
Age of Conan bygger over bøgerne Conan the Cimmerian skrevet af Robert E. Howard i 1930erne og trækker også meget fra de film som blevet lavet i 80'erne.

## Udvidelser
Den 11. maj 2010 udkom den første udvidelse, kaldet "Rise of The Godslayer", som foregår i det asitisk inspirerede land Khitai. Historien er løst baseret på den originale fortælling "Tower of The Elephant".
I starten af 2011 opdaterede Funcom Age of Conans grafiske motor, med bedre optimering for dårligere computere, og for bedre udviklings muligheder i fremtiden.

### Quests og anden Information
Ingen information endnu.